# ガラスの着色

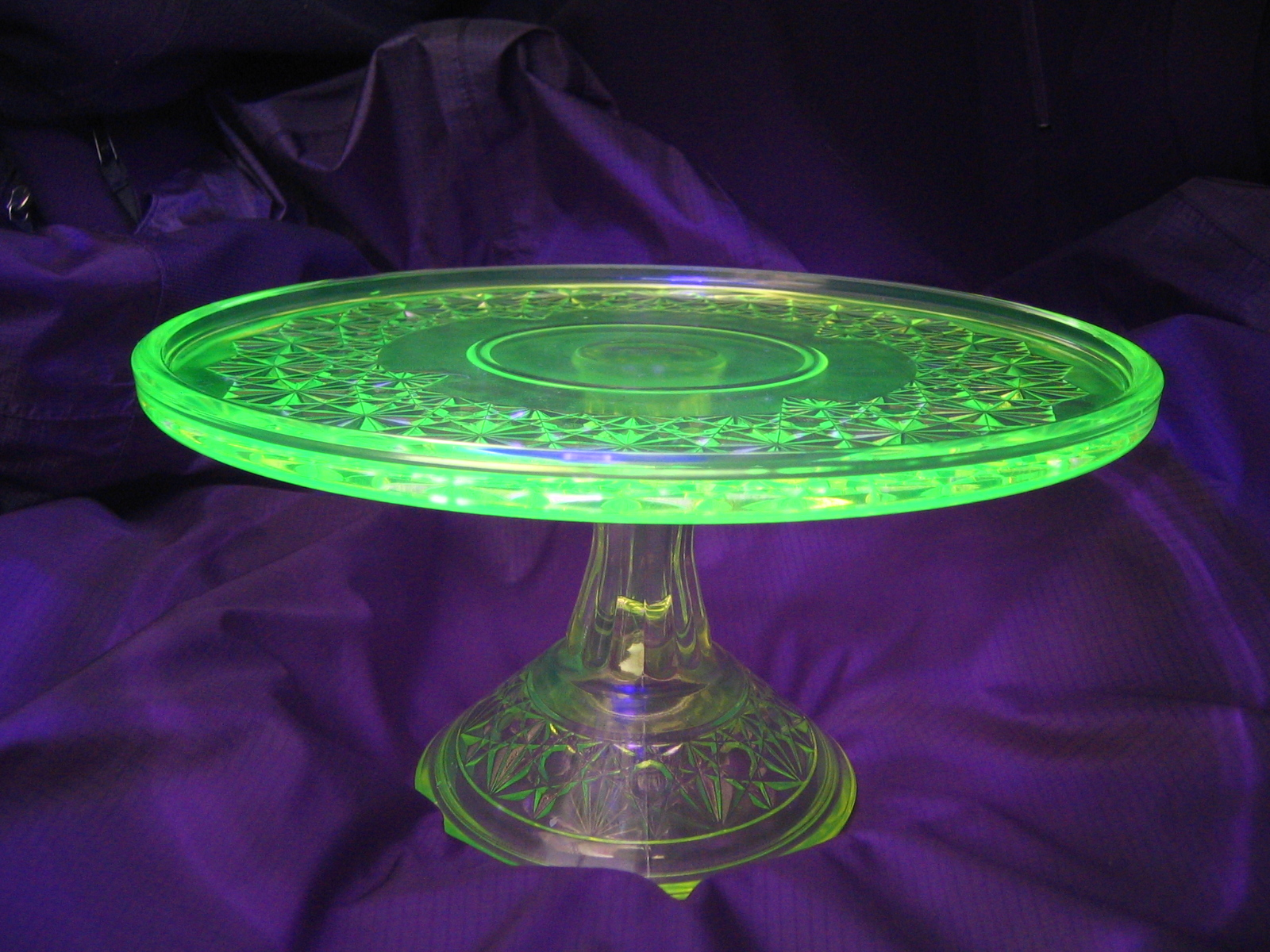
紫外線を照射されたウランガラス

ガラスの着色法には、いくつか手法がある。
1）イオン添加による着色
2）ナノメートルサイズのコロイドによる着色（いわゆる「ゴールドルビー」または「セレニウムルビー」などのstriking glasses）
3）着色された物の封入（ミルクガラスなど）
4）光散乱（多孔質ガラス）
5）ダイクロイックコーティング（ダイクロガラス参照）
6）着色コーティング

## イオンの添加
通常ソーダ石灰ガラスは、厚みが薄い時には無色透明に見えるが、微量の鉄イオンが含まれるため、イオンが濃い場所や、厚くした時、科学的な手段によって緑色の色合いを確認できる。このようにイオンを添加することによって色合いを変化させられる。
- 酸化鉄(II)をガラスに添加すると青緑色となる。クロムを加えるとより緑色が深くなる。
- 硫黄は炭素と鉄塩と共に添加し、多硫化鉄を作ることで黄色から黒までのアンバーガラスが得られる。ホウケイ酸ガラスでは、硫黄は青色を呈する。カルシウムと共に添加した場合は濃い黄色を呈する[3]。
- マンガンは少量添加すると鉄による緑色を除去できる。また高濃度になるとアメジスト色となる。マンガンは最も古いガラス添加物の1つであり、エジプトの歴史の始まり以来紫色のマンガンガラスが使われていた。
- 黒色の二酸化マンガンはガラスを透明にするのに使われた。しかし、このプロセスは時間がかかったため、過マンガン酸ナトリウムに置き換わった。ニューイングランドでは、300年以上前に建てられた住宅に使われ、長い年月の化学変化で薄い紫色になったものは骨董として高い評価を持つ。このプロセスは、砂漠の日にさらされてアメジスト色になるdesert amethyst glassの形成と同じと広く混同されているが、プロセスの詳細や組成は様々なので一概には言えない[4]。
- 少量のコバルト（0.025〜0.1％）で青いコバルトガラスが得られる。より深くするにはカリウムを加える。ごく少量でガラスの脱色に使用することもできる。
- 2〜3％の酸化銅(II)はターコイズブルー色を呈する。
- ニッケルは濃度が濃くなるほど青から紫、黒いガラスとなる。少量のコバルトとニッケルを添加することで鉛ガラスの脱色に使用できる。
- クロムは、非常に強力な着色剤であり、暗緑色から高濃度で黒色を呈する[5]。酸化スズとヒ素をともに加えるとエメラルドグリーン色となる。溶解度以上の酸化クロムを混ぜ、冷却中に酸化クロム(III)の平行プレートを大きく形成させるとアベンチュリン効果（英語版）をもったクロムアベンチュリンが出来る。
- 有毒のカドミウムは硫黄と共に添加すると硫化カドミウムを形成し濃い黄色を呈する。これは釉薬に使用される。セレンと硫黄と共に添加すると明るい赤とオレンジの色合いとなる[6]。
- チタンを添加すると、黄褐色のガラスが得られる。ごく少量使用すると、他の着色剤を強化し、明るく発色させる。
- ウラン（0.1〜2％）を加えると、蛍光イエロー、または蛍光グリーンのガラスが得られる[7]。鉛の濃度が高い鉛ガラスに使用すると濃い赤色となる。通常使用する分には、放射線は問題にならないが、やすりなどで削った粉末を体内に取り入れると発がんリスクが高まる。
- ジジミウムはUVフィルターで使用される緑色またはライラックレッドとなる[6]。

## ストライキングガラス
- セレンの粉末は、ごく少量でガラスの脱色に使われる。高濃度で使用するとピンクと赤色となる重要な試薬である。カドミウム硫化物と一緒に使用すると、「Selenium Ruby」として知られる明るい赤色となる[8] 。
- 純粋な金属銅は、非常に暗い赤色の不透明なガラスを生成し、ルビー色のガラスの製造において金の代わりに使用されることがある。
- 非常に低い濃度（約0.001％または10ppm）の金属の金は、「Ruby Gold」と呼ばれる強烈なルビー色のガラスを生成するが、濃度が低いほど赤色が薄くなる。薄い物は「クランベリーガラス」と呼ばれる。これらの色は、金粒子のサイズと分散によって引き起こされる。通常のルビーゴールドガラスは、スズを添加した鉛ガラスである。
- 硝酸銀やハロゲン化銀のような銀化合物は、赤色から黄色の範囲の色を生成することができる。加熱から冷却までの工程によって、著しく色が変化する。